# Christo Złatinski
Christo Ewtimow Złatinski (bułg. Христо Евтимов Златински, ur. 22 stycznia 1985 w Goce Dełczewie) – piłkarz bułgarski grający na pozycji środkowego pomocnika. Od 2015 jest zawodnikiem klubu CS Universitatea Craiova.

## Kariera klubowa
Swoją karierę piłkarską Złatinski rozpoczął w klubie Pirin Błagojewgrad. W 2001 roku awansował do kadry pierwszego zespołu i w sezonie 2001/2002 zadebiutował w nim w trzeciej lidze bułgarskiej. W zespole Pirinu występował do końca sezonu 2004/2005.
Latem 2005 roku Złatinski przeszedł do Łokomotiwu Płowdiw, występującego w pierwszej lidze bułgarskiej. Grał w nim przez dwa sezony. W 2007 roku zmienił klub i został zawodnikiem Łokomotiwu Sofia. W sezonie 2007/2008 zajął z nim 3. miejsce w lidze Bułgarii. W Łokomotiwie Sofia grał do końca sezonu 2009/2010. W 2010 roku wrócił do Łokomotiwu Płowdiw. W 2012 roku wystąpił z nim w finale Pucharu Bułgarii, przegranym 1:2 z Łudogorcem Razgrad.
W 2013 roku Zlatinski został piłkarzem klubu Łudogorec Razgrad. Swój ligowy debiut w nim zaliczył 20 lipca 2013 w przegranym 0:1 wyjazdowym meczu z PFK Lubimec 2007. Pierwszego gola w klubie strzelił z rzutu karnego 6 sierpnia 2013 w 88. minucie wygranego 1:0 spotkaniu u siebie z Partizanem Belgrad w 3. rundzie eliminacji do Ligi Mistrzów. Pierwszą bramkę ligową także zdobył z rzutu karnego, a miało to miejsce 6 października 2013 w 43. minucie wygranego 3:0 meczu z PFK Pirin.
Latem 2015 Złatinski przeszedł do CSU Krajowa.
| Sezon   | Klub               | Kraj     | Rozgrywki | Mecze | Bramki |
| ------- | ------------------ | -------- | --------- | ----- | ------ |
| 2001/02 | Pirin Błagojewgrad | Bułgaria | III liga  | 2     | 0      |
| 2002/03 | Pirin Błagojewgrad | Bułgaria | III liga  | 14    | 1      |
| 2003/04 | Pirin Błagojewgrad | Bułgaria | III liga  | 16    | 2      |
| 2004/05 | Pirin Błagojewgrad | Bułgaria | III liga  | 24    | 2      |
| 2005/06 | Łokomotiw Płowdiw  | Bułgaria | A PFG     | 16    | 1      |
| 2006/07 | Łokomotiw Płowdiw  | Bułgaria | A PFG     | 29    | 9      |
| 2007/08 | Łokomotiw Sofia    | Bułgaria | A PFG     | 24    | 2      |
| 2008/09 | Łokomotiw Sofia    | Bułgaria | A PFG     | 24    | 2      |
| 2009/10 | Łokomotiw Sofia    | Bułgaria | A PFG     | 26    | 2      |
| 2010/11 | Łokomotiw Płowdiw  | Bułgaria | A PFG     | 29    | 11     |
| 2011/12 | Łokomotiw Płowdiw  | Bułgaria | A PFG     | 24    | 6      |
| 2012/13 | Łokomotiw Płowdiw  | Bułgaria | A PFG     | 26    | 4      |
| 2013/14 | Łudogorec Razgrad  | Bułgaria | A PFG     | 28    | 7      |
| 2014/15 | Łudogorec Razgrad  | Bułgaria | A PFG     | 18    | 2      |
| 2015/16 | CSU Krajowa        | Rumunia  | Liga I    |       |        |

## Kariera reprezentacyjna
W reprezentacji Bułgarii Złatinski zadebiutował 7 października 2011 roku w przegranym 0:3 towarzyskim meczu z Ukrainą, rozegranym w Kijowie.